# قشبية لاكا
قشبية لاكا أو كيريا لاكا (بالإنجليزية: Kerria lacca)‏ هو نوع من الحشرات في فصيلة القشبيات من رتبة نصف الأجنحة، وهو نوع من الحشرات يتميز بعدة ألوان تميل للون الاحمر وله أهمية تجارية، حيث تستخدم هذها لحشرات لأنتاج مادة الشيلاك وهي مادة ريزينة تشتخرج من إناث حشرة، وتتغذى الحشرة على صمغ الشجر، وتقوم بعد ذلك بإفرازه على شكل مادة صمغية لتصنع منه أنفاقاً تعيش بها، موظن هذه الحشرة في آسيا وتنشرة بكثرة في الهند وتايلاند.

## أصل التسمية
يعقد أن أصل التسمية مشتق من اللغات الجنوب آسيوية، كلمة لاك lakh تعني العدد 100,000، ويعتقد أن سبب التسمية هو كناية عن العدد الكبير اللازم لإنتاج كيلوجرام واحد من هذه المادة. يتراوح عدد الحشرات اللازم لاستخلاص 1 كيلوجرام من الشيلاك بين 50,000 و200,000 حشرة. يقدر عدد الحشرات في الإنشاء المربع بحوالي 1500 حشرة.

## الاستخدامات
كيريا لاكا تنتج أيضا صبغة والشمع والإفرازات الطبيعية، هذا النوع هو أيضاً واحد من العديد من الحشرات مماثلة المستخدمة لإنتاج صبغ أحمر قوي تستخدم تاريخيا لتلوين الصوف والحرير.

## من الناحية البيئية
الأعداء الطبيعيين من هذا النوع تشمل عدة طفيليات، مثل الدبابير الطفيلي تاكارديفاغوس تاتشاردياي وكوكوفاغوس تشيرتشي. وتشمل المفترسات العث يوبليما روزونيفيا وهولكوسيرا بولفيريا.
هذه الحشرات، فضلا عن العديد من أنواع مسببات الأمراض الفطرية، تشكل شبكة بيئية مهمة للتنوع البيولوجي المحلي.

## الأهمية الاقتصادية
يشارك الملايين من الناس في إنتاج وزراعة هذه الحشرات لاك، ويبلغ نصف الإنتاج على الأقل في الهند، حيث ينتج سنويا حوالي 20 ألف طن متري من المواد الخام الخام، وهو منتج متعدد الاستعمالات يستخدم في مجموعة واسعة من التطبيقات، والطلب عليه في العديد من الصناعات يوفر الموارد الاقتصادية التي تصفيح وصولا إلى القبائل الريفية.
في فيتنام أحدثت زراعة حشرة الكيريا لاكا انتعاشا اقتصاديا إلى القرى الجبلية الفقيرة وساعدت في الكشف عن سفوح التلال الطلب، ولكنه بدا يتقلض تدريجيا مع الوقت.